# Devastación (personaje)
Devastación  es un personaje de ficción y villana de DC Comics en el cómic de la Mujer Maravilla. Ella fue creada por Eric Luke y se introdujo primero en la Mujer Maravilla Vol. 2, n.º 143. 

## Personaje
El mitológico titán Cronus se comió a casi todos sus hijos, incluyendo a los dioses previamente desconocidos llamados ' Titán ,  Oblivion ,  Desdén ,  Arco ,  Matanza , y  Harrier .'. Él hizo esto por el temor que sus hijos lucharan contra él y lo destronaran. Siglos después de que Zeus logro este hecho, Cronus devolvió a sus hijos restantes que no escaparon de él. Estos dioses desconocidos se volvieron su nuevo panteón para destruir a los dioses en su nueva ascensión al poder. Un obstáculo que Cronus vino a saber era el campeón de los Olympus: la Mujer Maravilla. Para derrotar a la amazona, Cronus creó un plan para formar una imagen del espejo oscuro de la Mujer Maravilla, a quien él podría llamar como su propia campeona. 
Similar a Diana, Cronus formó la imagen de una niña de arcilla de las orillas de Themyscira. Él le dio vida y la llamó su Deva. Él tuvo a sus hijos oscuros entonces, cada uno bendiciendo a su nueva creación con los regalos del mal. Así Devastación poseyó cada una de las habilidades de la Mujer Maravilla, pero en una versión oscura de ellas.

## Mujer Maravilla
Durante su batalla inicial con la Mujer Maravilla, Deva descubrió que Diana sería un oponente difícil porque ambas parecían emparejadas en poder. Sin embargo, Devastación decidió enfocar su atención en la más nueva protegida de Diana Cassie Sandsmark. Entrando en su mente, Deva convenció a Cassie que Diana realmente era Devastación. Diana vio con horror como su íntima amiga la atacaba repetidamente mientras Devastación las veía alegremente a lo lejos. Más tarde su ilusión fue revelada y Devastación fue en un momento dada información que demostraba ser un duro golpe potencialmente brutal para ella. Diana había usado el poder de Themyscira para viajar en el tiempo y regresar antes de la creación de Deva y puso varias gotas de su propia sangre en la arcilla que se usaría para crear a Devastación. Así Deva y Diana comparten la misma composición genética que incluye ADN parcial. Diana le explica a Deva que esto significa que ella tiene muchas oportunidades de vivir su vida positivamente como lo tiene Diana. Esa opción cambio a Devastación haciendo que su vida dependiera solamente a ella. Devastación dejó la batalla repugnada por la revelación de Diana entonces. 
Deseando venganrse largamente contra Diana y Cassandra, más tarde Deva dio algunos gotas de su sangre al Doctor Poison para crear a los monstruos biológicos para luchar contra Diana y también formó un equipo temporal de villanos juveniles para pelear contra Cassie y su equipo de amigos Justicia Joven. 

## Poderes

### Dioses dando el poder
- Harier  dio el regalo de la velocidad y vuelo.
- Desdén  dio el regalo de la belleza y la habilidad para controlar las emociones.
- Titán  dio fuerza y el regalo para crear terremotos.
- Slaughter  (Matanza) dio la precisión del asesino y el conocimiento de la manera de matar cualquier cosa viviente inmediatamente.
- Arco  dio el regalo de la mente de un estratega hábil que fluye como el mercurio.
- Oblivion  dio el regalo de entrar en la memoria de uno y formarlo a su deseo.

### Otros
Deva pudo usar los poderes del Lazo de la Verdad contra Diana, descubriendo sus fuerzas y debilidades. Devastación también tiene la habilidad original de revertir su apariencia de una niña y crecer a una mujer adulta. 